# Arturo Alessandri Palma
Pour les articles homonymes, voir Alessandri et Palma (homonymie).
Arturo Alessandri Palma, homme politique, homme d'État chilien, président de la République à deux reprises. Né à Longaví, province de Linares, dans la région du Maule le 20 décembre 1868 et mort à Santiago du Chili le 24 août 1950.

## Biographie
Élu pour un premier mandat en 1920, il mène une politique progressiste : code du travail, établissement de l'impôt sur la rente foncière, institution de la Banque centrale, création des caisses de sécurité sociale, etc. Il doit néanmoins constamment composer avec le Sénat, toujours sous le contrôle des conservateurs, qui tente systématiquement de bloquer ses réformes.
Peu avant son retrait du pouvoir, il établit une nouvelle Constitution qui est considérée comme l'avènement d'une véritable démocratie au Chili. Cette Constitution consacre la séparation de l’Église et de l’État et la liberté religieuse, déclare l'instruction primaire obligatoire, restaure le présidentialisme mais en faisant élire le président au suffrage universel, et proclame que la propriété doit être réglementée de façon à lui assurer une fonction sociale.
Sa deuxième élection à la présidence du Chili, fait suite à la démission du général Bartolomé Blanche Espejo. Il prendra ses fonctions le 24 décembre 1932, succédant au Président par intérim Abraham Oyanedel Urrutia.